# Кум'я
Ку́м'я (рос. Кумья, марій. Кумъя) — село у складі Кілемарського району Марій Ел, Росія. Входить до складу Кум'їнського сільського поселення.

## Населення
Населення — 153 особи (2010; 162 у 2002).
Національний склад (станом на 2002 рік):
- росіяни — 61 %
- марі — 35 %